# Ernst-Thälmann-Siedlung (Eisleben)
Die Ernst-Thälmann-Siedlung ist eine Wohnsiedlung in der Lutherstadt Eisleben im Landkreis Mansfeld-Südharz in Sachsen-Anhalt.

## Geografie
Die Siedlung liegt im Südosten des Stadtgebietes und verbindet Helfta mit der Kernstadt Eislebens. Begrenzt wird sie im Nordosten durch die Hallesche Straße und im Südwesten durch die Bahnlinie der Halle-Kasseler Eisenbahn.

## Geschichte
Der Stadtteil wurde ab dem Jahr 1951 als Stadterweiterung Eislebens von Nordosten aus errichtet. Es wurden hauptsächlich mehrgeschossige Wohnblöcke errichtet. Schon 1953 standen die ersten Häuser in der Schillerstraße. An der Halleschen Straße wurde das erste Wohnhaus 1954 begonnen. Im Jahr 1959 erbaute man den ersten Dreigeschosser in der Straße des Aufbaus. Da 1970 wegen bergbaubedingten Erdabsenkungen einige Wohnungen in Eisleben und Helfta unbewohnbar wurden, baute man von 1970 bis 1972 am Sonnenweg und in der Raismeser Straße im Südosten des Viertels noch weitere Wohnblöcke mit insgesamt 580 Wohnungen als Ersatz.